# Perilissus niger
Perilissus niger là một loài tò vò trong họ Ichneumonidae.